# Chrysoctenis ramosaria
Chrysoctenis ramosaria is een vlinder uit de familie van de spanners (Geometridae). De wetenschappelijke naam van de soort is voor het eerst geldig gepubliceerd in 1789 door de Villers.